# L.E.F.
L.E.F. (abbreviazione di Loud, Electronic, Ferocious) è un album in studio del DJ olandese Ferry Corsten, pubblicato nel 2006.

## Tracce
1. Intro – 0:59
2. Are You Ready – 5:42
3. Fire – 7:20
4. L.E.F. – 3:24
5. Into the Dark – 5:43
6. Galaxia – 7:31
7. Beautiful – 7:59
8. Possession – 5:49
9. On My Mind – 4:47
10. Down on Love – 4:56
11. Forever – 3:21
12. Watch Out – 6:18
13. Junk – 2:37
14. Cubikated – 4:59
15. Freefalling – 5:28
16. Daylight – 4:33